# Siri
Siri – inteligentny asystent osobisty, będący częścią systemów operacyjnych Apple – iOS, watchOS, tvOS, HomePod oraz macOS. Oprogramowanie opiera się na interfejsie konwersacyjnym – rozpoznaje naturalną mowę użytkownika (od wersji systemu iOS 11 możliwe jest również ręczne wpisywanie komend), odpowiada na jego pytania i wykonuje powierzone zadania. Dzięki implementacji nauczania maszynowego asystent z czasem analizuje osobiste preferencje użytkownika, w celu zapewnienia bardziej dopasowanych wyników i rekomendacji.
Siri wymaga stałego połączenia z Internetem; jej główne źródła informacji to serwisy Bing i Wolfram Alpha. W wersji oprogramowania iOS 10 wprowadzono obsługę rozszerzeń przedsiębiorstw trzecich.
Siri zadebiutowała wraz z systemem operacyjnym iOS 5 oraz smartfonem iPhone 4s 4 października 2011 roku podczas konferencji „Let’s Talk iPhone”.

## Dostępność
| Język                 | Kraj                         | Wersja iOS     |
| --------------------- | ---------------------------- | -------------- |
| Angielski             | Australia                    | 5.0 i wyżej    |
| Angielski             | Kanada                       | 6.0 i wyżej    |
| Angielski             | Indie                        | 8.3 i wyżej    |
| Angielski             | Irlandia                     | 10.0.1 i wyżej |
| Angielski             | Nowa Zelandia                | 8.3 i wyżej    |
| Angielski             | Singapur                     | 8.2 i wyżej    |
| Angielski             | Południowa Afryka            | 10.0.1 i wyżej |
| Angielski             | Wielka Brytania              | 5.0 i wyżej    |
| Angielski             | Stany Zjednoczone            | 5.0 i wyżej    |
| Arabski               | Arabia Saudyjska             | 9.2 i wyżej    |
| Arabski               | Zjednoczone Emiraty Arabskie | 9.2 i wyżej    |
| Chiński (kantoński)   | Chiny                        | 10.0.1 i wyżej |
| Chiński (kantoński)   | Hong Kong                    | 6.0 i wyżej    |
| Chiński (mandaryński) | Chiny                        | 6.0 i wyżej    |
| Chiński (mandaryński) | Tajwan                       | 6.0 i wyżej    |
| Duński                | Dania                        | 8.3 i wyżej    |
| Fiński                | Finlandia                    | 9.3 i wyżej    |
| Francuski             | Belgia                       | 9.0 i wyżej    |
| Francuski             | Kanada                       | 6.0 i wyżej    |
| Francuski             | Francja                      | 5.0 i wyżej    |
| Francuski             | Szwajcaria                   | 6.0 i wyżej    |
| Hebrajski             | Izrael                       | 9.3 i wyżej    |
| Hiszpański            | Chile                        | 10.0.1 i wyżej |
| Hiszpański            | Meksyk                       | 6.0 i wyżej    |
| Hiszpański            | Hiszpania                    | 6.0 i wyżej    |
| Hiszpański            | Stany Zjednoczone            | 6.0 i wyżej    |
| Japoński              | Japonia                      | 5.1 i wyżej    |
| Koreański             | Korea Południowa             | 6.0 i wyżej    |
| Malajski              | Malezja                      | 9.3 i wyżej    |
| Niderlandzki          | Belgia                       | 9.0 i wyżej    |
| Niderlandzki          | Holandia                     | 8.3 i wyżej    |
| Niemiecki             | Austria                      | 9.0 i wyżej    |
| Niemiecki             | Niemcy                       | 5.0 i wyżej    |
| Niemiecki             | Szwajcaria                   | 6.0 i wyżej    |
| Norweski (bokmål)     | Norwegia                     | 9.0 i wyżej    |
| Portugalski           | Brazylia                     | 8.3 i wyżej    |
| Rosyjski              | Rosja                        | 8.3 i wyżej    |
| Szwedzki              | Szwecja                      | 8.3 i wyżej    |
| Tajski                | Tajlandia                    | 8.3 i wyżej    |
| Turecki               | Turcja                       | 8.3 i wyżej    |
| Włoski                | Włochy                       | 6.0 i wyżej    |
| Włoski                | Szwajcaria                   | 6.0 i wyżej    |

## Historia

### Aplikacja na iPhone
Pierwsza wersja Siri pojawiła się jako aplikacja w App Store przedsiębiorstwa Siri Inc. Została zintegrowana z usługami takimi jak OpenTable, Google Maps (do iOS 5), MovieTickets i TaxiMagic. Korzysta z technologii rozpoznawania mowy od Nuance Communications. Użytkownicy mogą dokonać rezerwacji w określonych restauracjach, kupić bilety do kina lub zadzwonić po taksówkę dyktując instrukcję w języku. Siri została przejęta przez przedsiębiorstwo Apple w dniu 28 kwietnia 2010 r.

### Integracja z iOS
4 października 2011 Apple wprowadził iPhone 4S z Siri, który jest zintegrowany z systemem iOS i oferuje wiele interakcji z wieloma aplikacjami, w tym przypomnień, pogodą, akcjami, wiadomości, e-mailami, kalendarzem, kontaktami, notatkami, muzyką oraz mapami.
Po ogłoszeniu, że Siri jest dołączone do iPhone 4S, Apple usuwa istniejący Siri w App Store.

### Apple TV
Asystentka Siri została dodana do nowej generacji Apple TV. Jest ona dostępna pod przyciskiem Siri na pilocie urządzenia. Siri potrafi wyszukiwać filmy po nazwach, kategoriach czy występujących w nich aktorach.

### macOS Sierra
Asystentka Siri została dodana w roku 2016 do systemu macOS Sierra (wcześniej OS X). Ikona pojawia się w górnym pasku i docku. W tym systemie pojawia się też wiele plików i zdarzeń mówiących o tym, iż Siri będzie dostępna w języku polskim.